# Мбут
Мбут (фр. M'Bout) — небольшой город на юге Мавритании, на территории области Горголь. Административный центр одноимённого департамента.

## Географическое положение
Город находится в центральной части области, на расстоянии приблизительно 420 километров к юго-востоку от столицы страны Нуакшота. Абсолютная высота — 28 метров над уровнем моря.

## Население
По оценочным данным 2013 года численность населения города составляла 8 527 человек.
Динамика численности населения города по годам:
| 1997  | 1998  | 2013  |
| ----- | ----- | ----- |
| 6 091 | 6 185 | 8 527 |

## Транспорт
К северу от города расположен небольшой одноимённый аэропорт (ICAO: GQNU, IATA: MBR).